# Singularitat essencial
|  | Aquest article tracta sobre un tipus de singularitat en funcions a valors complexos. Si cerqueu les singularitats essencials de funcions a valors reals, vegeu «Classificació de discontinuïtats». |

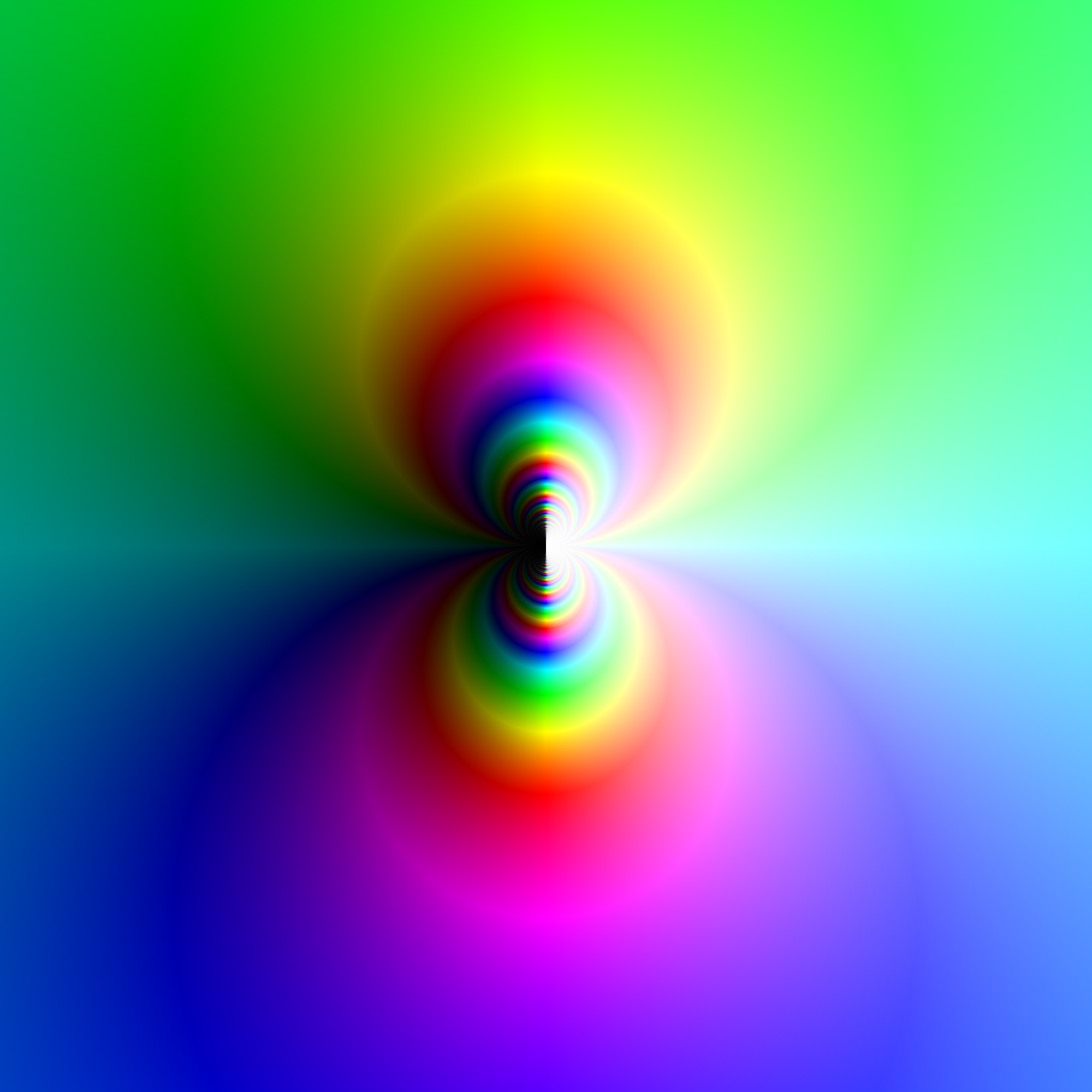
Gràfic de la funció exp(1/z), centrat en la singularitat essencial a z=0. El color representa l'argument complex, i la intensitat representa el valor absolut. Aquest gràfic il·lustra que, si hom s'aproxima a la singularitat essencial des de diferents direccions, s'observen diferents comportaments. En canvi, si fos un pol, en aproximar-nos des de qualsevol direcció, el gràfic seria de color blanc uniforme al voltant de la singularitat.

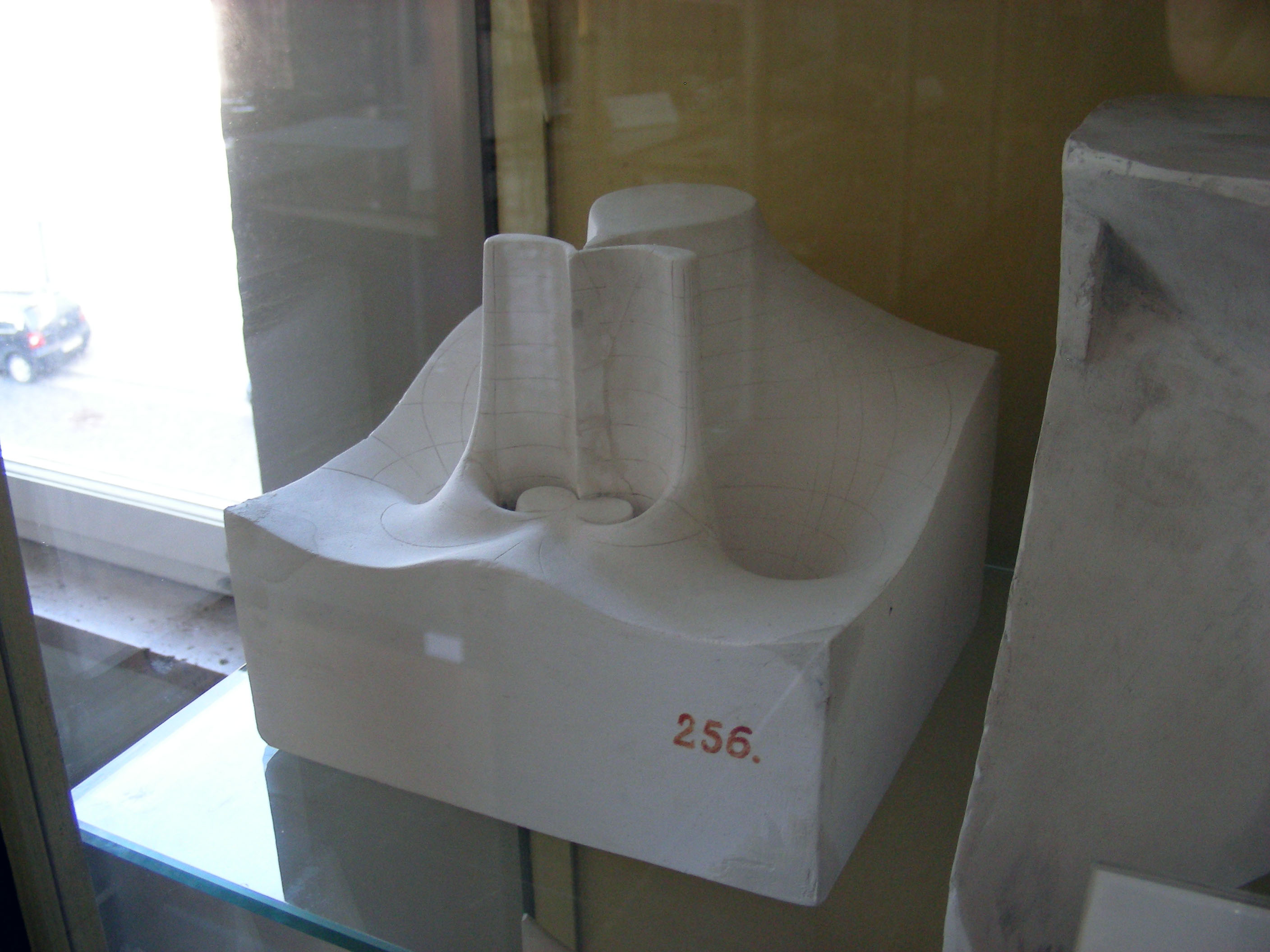
Model que il·lustra una singularitat essencial de la funció complexa 6w = exp(1/(6z))

En anàlisi complexa, una singularitat essencial d'una funció és una singularitat "severa" al voltant de la qual la funció té un comportament estrany.
La categoria singularitat essencial és un grup per defecte d'aquelles singularitats que són especialment difícils de tractar: per definició, no encaixen en cap de les altres dues categories de singularitats que hom pot tractar: les singularitats evitables i els pols.

## Definició
Consideri's un subconjunt obert U del pla complex C. Siguin a un element d'U, i f: U \ {a} → C una funció holomorfa. Es diu que el punt a és una singularitat essencial de la funció f si la singularitat no és ni un pol ni una singularitat evitable.
Per exemple, la funció f(z) = e1/z té una singularitat essencial a z = 0.

## Definicions alternatives
Sigui a un nombre complex, i suposem que f(z) no està definida en el punt a però és analítica en alguna regió U del pla complex, i que tot entorn obert d'a té intersecció no buida amb U.
Si tant
{\displaystyle \lim _{z\to a}f(z)} com {\displaystyle \lim _{z\to a}{\frac {1}{f(z)}}} existeixen, llavors a és una singularitat evitable tant de f com de 1/f.
Si
{\displaystyle \lim _{z\to a}f(z)} existeix, però {\displaystyle \lim _{z\to a}{\frac {1}{f(z)}}} no existeix, llavors a és un zero de f i un pol de 1/f.
Anàlogament, si
{\displaystyle \lim _{z\to a}f(z)} no existeix, però {\displaystyle \lim _{z\to a}{\frac {1}{f(z)}}} existeix, llavors a és un pol de f i un zero de 1/f.
Si no existeixen ni
{\displaystyle \lim _{z\to a}f(z)} ni {\displaystyle \lim _{z\to a}{\frac {1}{f(z)}}}, llavors a és una singularitat essencial tant de f com de 1/f.
Una altra manera de caracteritzar una singularitat essencial és el fet que la sèrie de Laurent de f al punt a conté un nombre infinit de termes amb grau negatiu (és a dir, la part principal de la sèrie de Laurent és una suma infinita). Una definició relacionada és: si existeix un punt {\displaystyle a} tal que {\displaystyle f(z)(z-a)^{n}} no és diferenciable per a cap enter {\displaystyle n>0}, llavors {\displaystyle a} és una singularitat essencial de {\displaystyle f(z)}.
El comportament de les funcions holomorfes al voltant de les seves singularitats essencials ve descrit pel Teorema de Weierstrass-Casorati i pel Gran Teorema de Picard. Aquest últim estableix que en qualsevol entorn d'una singularitat essencial a, la funció f pren tots els valors complexos, excepte possiblement un, un nombre infinit de cops.